# Theridiosoma concolor
Theridiosoma concolor är en spindelart som beskrevs av Eugen von Keyserling 1884. Theridiosoma concolor ingår i släktet Theridiosoma och familjen strålspindlar. Inga underarter finns listade i Catalogue of Life.